# Milton Harris
Milton Harris (* 21. März 1906 in Los Angeles; † 12. September 1991 in New York City) war ein US-amerikanischer Chemiker.
Harris wuchs in Portland (Oregon) auf und studierte am Oregon Agricultural College (der späteren Oregon State University) Chemieingenieurwesen und anschließend Chemie an der Yale University, wo er 1929 bei Treat Baldwin Johnson mit der Arbeit Study of the fibroin from silk in the isoelectric region promoviert wurde. Danach war er Chemiker bei Cheney Brothers Mill und ab 1931 an der neu gegründeten Textilforschungsgruppe des National Bureau of Standards, deren Direktor er wurde. Im Zweiten Weltkrieg war er wesentlich an der Entwicklung von textiler Armeeausrüstung beteiligt. Nach dem Krieg gründete er die Harris Research Laboratories, die unter anderem Gilette berieten, die die Laboratorien 1955 übernahmen und Harris zum Vizedirektor für Forschung bei Gilette machten. 1966 ging er in den Ruhestand und wurde Mitglied im Rat der American Chemical Society.
1970 erhielt er die Perkin Medal, 1974 die Wilbur Cross Medal und 1980 die Priestley-Medaille. 1982 erhielt er die American Institute of Chemists Gold Medal. Er war Mitglied der National Academy of Engineering.